# Prednja ukrštena veza
Prednja ukrštena veza (lat. ligamentum cruciatum anterius) pripada
centralnom odeljku kolenog zgloba. Ona je ključna struktura u zglobu kolena, stabilizator za prednju tibijalnu translaciju i sekundarni stabilizator za tibijalnu rotaciju.  Ona više stabilizuje unutrašnju nego spoljašnju rotaciju a takođe ima ulogu u stabilizaciji valgus-varus angulacije pri punoj ekstenziji.
Prednja ukrštena veza je veza kolena koje se načešće povređuje, i čini 50% svih povreda kolena.

## Istorija
Anatomija ukrštenih veza kolena je prvi put opisana 3000. godine pre nove ere u čuvenom Smitovom papirusu. Potom je Hipokrat opisivao subluksaciju kolena sa patologijom ligamenata ali je prvi Klaudius Galen opiso prednje ukrštene veze, kao strukture koja učestvuje u stabilizaciji zgloba kolena. Pre Galena ligamenti su smatrani delovima nervnog sistema, pa je samim tim i prednja ukrštena veza smatrana delom nervnog sistema.
Prvu kliničku sliku rupture prednje ukrštene veze dao je Bonnet  1845, da bi Batle 1898 godine izveo prvu rekonstrukciju prednje ukrštene veze. Osnivačem moderne hirurgije prednje ukrštene veze smatra se Hey Groves koji je prvi opis operaciju ove veze 1917 godine a od 1919 godine počeo da upotrebljava iliotibijalni trakt za rekonstruciju prednje ukrštene veze.
Macey je 1939. godine rekonstruisao prednju ukrštenu vezu pomoću tetive polužilastog mišića (lat. m. semitendinosus), a potom je zamena rupturiranog ligamenta vršena raznim autograftovima i veštačkim materijalima. Od autograftova najčešće su korišteni srednja trećina ligamenta patele, četverostruka tetiva vitkog i polužilastog mišića i tetiva četveroglavog mišića, sa ili bez ekstraartikularnih procedura. Od veštačkih materijala koriste se karbonska vlakna, dacron, polipropilen i politetrafloretilen.

## Anatomija
Prednja, kao i zadnja ukrštena veza kolena (lat. ligamenta cruciata genus) su snažne, kratke i
međusobno ukrštene stukture koje ispunjavaju prostor između kondila butne kosti. One daju
najveću podršku prednje — zadnjoj, bočnoj i rotatornoj stabilnosti kolena,
bez ikakve razlike u stabilnosti kolena u odnosu na stranu tela, pol i uzrast.
Prednja ukrštena veza pripada centralnom odeljku kolenog zgloba, i smatra se intrakapsularnim ali i ekstrasinovijalanim ligamentom, koga sa zadnje strane, od sadržaja zatkolene jame odvaja fibrozni list zglobne čahure i zadnja ukrštena veza, a sa njegove obe bočne strane oblaže sinovija. Prema tome ona je intrakapsularan ali ekstrasinovijalan ligament, na čijoj prednjoj strani naleže masno jastuče.
Pruža se od prednjeg međukondilarnog polja na gornjem okrajku golenjače (area intercondylaris anterior) ukoso nazad, nagore i upolje do zadnjeg dela unutrašnje strane spoljašnjeg kondila butne kosti. Pripoj na kondilu butne kosti ima oblik tangencijalnog odsečka kruga, čija je tangencijalna linija dužine 23 mm okrenuta prema napred i nadole a pravac joj je okomit na pravac pružanja prednje ukrštene veza, dok se konveksni deo odsečka nalazi nazad, nagore i delimično prati konveksitet proksimalnog dela spoljašnjeg butnog kondila.
Pripoj na golenjači je veći, površina mu je 3 cm², sam pripoj je lokalizovan između prednjeg roga unutrašnjeg meniskusa, koji je napred i prednjeg roga spoljašnjeg meniskusa koji se nalazi pozadi, na međukondilarnom uzvišenju. Dužina središnjeg dela prednje ukrštene veza je 38 mm a debljina u središnjem delu iznosi 11 mm.
- Unutrašnji ligamenata kolena (prednja stranja levog i zadnja strana desnog kolena)

### Vaskularizacija
Mreža krvnih sudova prednje ukrštene veze je ređa i oskudnija u odnosu na zadnju ukrštenu vezu. Ukrštene veze kolena se, u najvećoj meri, ishranjuju preko srednje arterije kolena (lat. a. genus media) koja je grana zatkolene arterije (lat. a. popliteae) i od koje odvaja sa zadnje strane kolena u nivou zglobne pukotine, a zatim probija zglobnu kapsulu i ulazi u međukondilarni prostor gde se grana i daje male grane za ukrštene veze i meniskuse53,54,55. Ove grane se pružaju duž ukrštenih veza stvarajući periligamentarnu mrežu od koje se odvajaju kapilari koji pod pravim uglom ulaze u ukrštene veze unutar kojih se uzdužno pružaju.  Ovi krvni sudovi dopiru do ukrštenih veza posredstvom sinovijalne ovojnice prednje i zadnje čaure zgloba koja oblaže ukrštene veze u potpunosti, u predelu hvatišta na butnoj kosti i golenjači.
Treba napomenuti da srednja arterija kolena ne ulazi u sastav velike mreže zgloba kolena, kao i da deo krvotoka prednja ukrštena veza dobija i od donje unutrašnje i spoljašnje arterije kolena koje vaskularizuju masno jastuče i posredstvom njega ishranjuju prednju ukrštenu vezu.
Venska drenaža
Venska drenaža teče preko venskih krvnih sudova postavljenih uzduž ukrštenih veza a zatim preko vena sinovijalne ovojnice zadnje kapsule zgloba i manjim delom podčašičnog masnog jastučeta.

### Inervacija
Centralni nervni sistem koji reguliše kretanje na osnovu povratnih informacija iz svih njegovih struktura, zglob kolena inerviše od strane velikog sedalnog živca (lat. n. ischiadicus) od kojeg se odvajaju unutrašnji i spoljašnji zatkoleni živci koji sa zadnje strane prolaze kroz zglobnu kapsulu te preko sinovijalne ovojnice dolaze do ukrštenih veza. 
Nervna vlakna prednje ukrštene veze potiču od golenjačnog živca. I dok veči deo nervnih vlakana prati vaskulatne elemente i ima vazomotornu ulogu, mali deo mijeliziranih i nemijelizirana vlakna ulazi u ligament nezavisno od krvnih sudova i leži između fascikulusa. Ova vlakna prenose duboki senzibilitet i nocioceptivne nadražaje.
Nervni završeci nalaze se i na površini i u dubini ligamenta. Slobodni nervni završeci, Rufinijeva i Pacinijeva telašca šalju impulse u nervni sistem dajući informaciju o položaju zgloba kolena, prenaprezanju ligamenta i bolu.

## Funkcija i podela
Prednja ukrštena veza predstavljaju sklop više malih ligamenata unutar kapsule kolena, koji služe da spajaje butne kosti (femur) i cevanice (tibiju). Prednji ukršteni ligament je jedan od 2 ukrštena ligamenta koji pomažu u stabilizaciji kolenskog zgloba. To je jaka traka od vezivnog tkiva i kolagenih vlakana koja potiču iz anteromedijalnog aspekta interkondilarne regije tibijalnog platoa i proteže se posterolateralno da bi se pričvrstila za medijalni aspekt lateralnog femoralnog kondila, gde se nalaze dva važna orijentira; bočni interkondilarni greben koji definiše prednju granicu i bifurkatni greben koji razdvaja 2 snopa PUL. PUL je dugačak 32 mm i širok od 7 do 12 mm. Ima dva snopa; izometrijski anteromedijalni i posterolateralni snop sa raznovrsnijim promenama dužine.
Funkcija prednjeg ukrštenog ligamenta jeste prvenstveno da daje stabilnost, kao i da kontroliše savijanje potkolenice odnosno kolena, ili stabilizator prednje tibijalne translacije i sekundarni stabilizator tibijalne rotacije. 
Iako sa jedne strane prednja ukrštena veza mora biti izometrična tokom čitave amplitude pokreta, novija saznanja govore u prilog tezi da je većina vlakana prednje ukrštene veza neizometrična, odnosno da je samo mali deo vlakana koja se pripajaju na prednjem delu prednjeg međukondilarnog polja izometričan dok su ostala vlakna neizometzrična.
Vlakna prednje ukrštene veza su u položaju pune ekstenzije paralelno orijentisana i po jednoj od osnovnih podela dele se na: prednjeunutrašnji i zadnjespoljašnji deo.

### Prednjeunutrašnji deo
Prednjeunutrašnji (anteromedijalni) snop — koji je zategnut tokom pokreta fleksije i trpi najmanje promene svoje dužine, ili ostaje skoro izometričan, tako da prednja ivica prednje ukrštene veze predstavlja njenu rotatornu osu tokom pokreta u zglobu kolena.

### Zadnjespoljašnji deo
Zadnjespoljašnji (posterolateralni) snop — koji je zategnut u ekstenziji.

## Relevantne fotografije
- Glava desne tibije koja se vidi odozgo, pokazuje menisk i pripoj ligamenata.
- Kapsula desnog zgloba kolena (rastegnuta). Posteriorni prikaz.
- MRI snimak normalanog ukrštenog ligamenta (strelice).
- Zglob kolena. Duboka disekcija. Anteromedijalni prikaz.

## Povrede PUL
PUL je najčešće povređivan ligament u kolenu (skoro polovina svih povreda kolena). Godišnja prijavljena incidencija samo u Sjedinjenim Državama je otprilike 1 od 3.500 ljudi. Svake godine u Sjedinjenim Državama postoji oko 400.000 rekonstrukcija PUL-a. Međutim, podaci možda nisu tačni jer ne postoji standardni nadzor.
Ne postoji pristrasnost u pogledu starosti ili pola; međutim, sugerisano je da su žene izložene povećanom riziku od povrede PUL usled mnoštva faktora. Kod sportista, prijavljeno je da je odnos žena i muškaraca 4,5:1. Sportistkinje imaju tendenciju da dobiju rupture PUL u mlađoj dobi i više u nozi koja podupire u odnosu na nogu koja šutira kod muškaraca.
Među faktorima koji povećavaju rizik za žene, kao što su sugerisale neke studije, žene mogu imati slabije tetive kolena (više dominantnih kvadricepsa) i preferencijalno angažovanje grupe mišića kvadricepsa dok usporavaju. Angažovanje muskulature kvadricepsa uz usporavanje dovodi do nenormalno povećanog naprezanja na PUL, pošto su mišići kvadricepsa manje efikasni u sprečavanju translacije prednje tibije u odnosu na mišiće tetive. Pored toga, ženke imaju slabiju stabilnost jezgra od mužjaka.
Biomehanika sletanja kod žena može povećati rizik od povrede PUL sa povećanim valgusnim uglom i proširenjem kolena.  Jedna studija koja je koristila video analizu je pokazala da je veća verovatnoća da će sportistkinje postaviti kolena sa povećanim valgusnim uglovima kada naglo promene smer, što povećava stres na PUL ligamentu, pored smanjene fleksije kuka i kolena i smanjenog otpora na umor.
Ostali faktori rizika koji mogu povećati rizik od povrede uključuju anatomske faktore rizika kao što su povećani indeks telesne mase, manji femoralni zarez, udar na zarez, manji PUL, hipermobilnost, labavost zgloba i prethodna povreda PUL.
Prijavljeni su određeni faktori rizika koji se odnose na specifično bavljenje sportom, kao što su fudbal i košarka, sa povećanim rizikom kod žena i muškaraca, respektivno.
Štaviše, prijavljeno je da hormoni utiču na koordinaciju, posebno na preovulatornu fazu menstrualnog ciklusa. Primećeno je da su žene na OCP manje pogođene. Efekti estrogena na snagu i fleksibilnost tkiva kao što su ligamenti mogu igrati ulogu i predisponirati žene na povrede; međutim, ovo ostaje kontroverzno i tek treba da se dokaže.
Primećeno je da je proizvodnja kolagena (gen COL5A1) povezana sa manjim rizikom od povreda kod žena.